# 买买提吐尔逊·依明
买买提吐尔逊·依明（維吾爾語：مەمەتىتۇئەرسۇن يىمىڭ‎，拉丁维文：Memetituersun Yiming，又名阿不都艾尼，1974年8月30日—）新疆阿圖什人，维吾尔族，恐怖组织东突厥斯坦伊斯兰运动成员，为中华人民共和国公安部认定通缉的第二批东突分子之一，被国际刑警组织通缉。

## 犯罪活动
1999年，买买提吐尔逊·依明潜逃境外参加东突厥斯坦伊斯兰运动。2000年11月至2001年4月，在组织南亚某国恐怖训练营地接受恐怖训练，后担任该组织前头目艾山·买合苏木的保镖和司机。2004年起，负责组织的后勤保障和资金筹集。2008年上半年，依明前往西亚某国，纠集在当地潜伏的10余名组织成员，制定恐怖袭击计划，进行制爆试爆、准备非法潜入中国境内等活动，企图在北京奥运会期间采取爆炸方式对中国境内外目标发动恐怖袭击。
长期以来，依明受组织军事指挥官艾买提·亚库甫的指使，在西亚某国通过宣扬极端和分裂思想，极力煽动、蛊惑人员参加组织，为组织筹集、募捐恐怖活动资金。